# 乔治街 (爱丁堡)

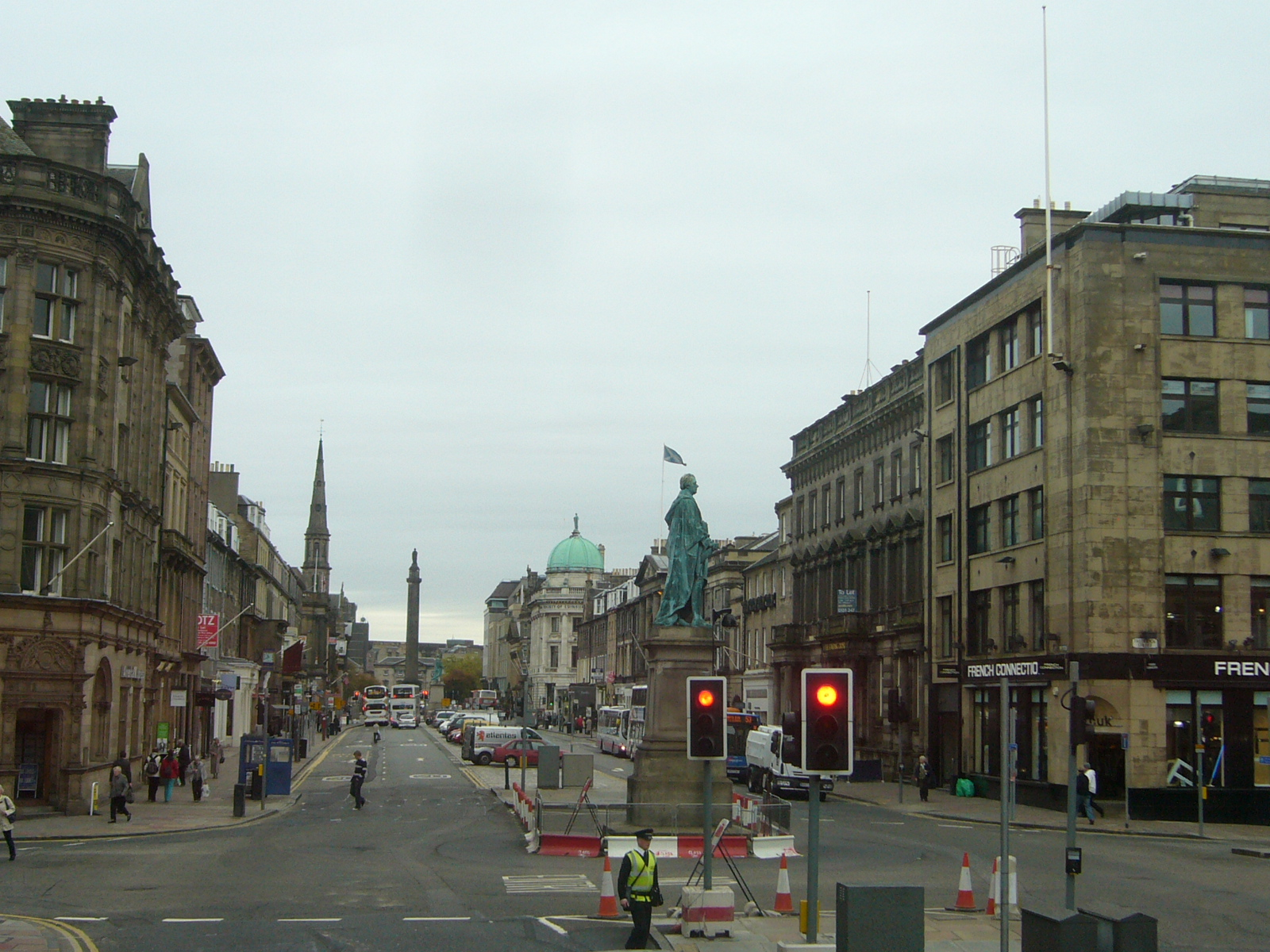
向東延伸的喬治街

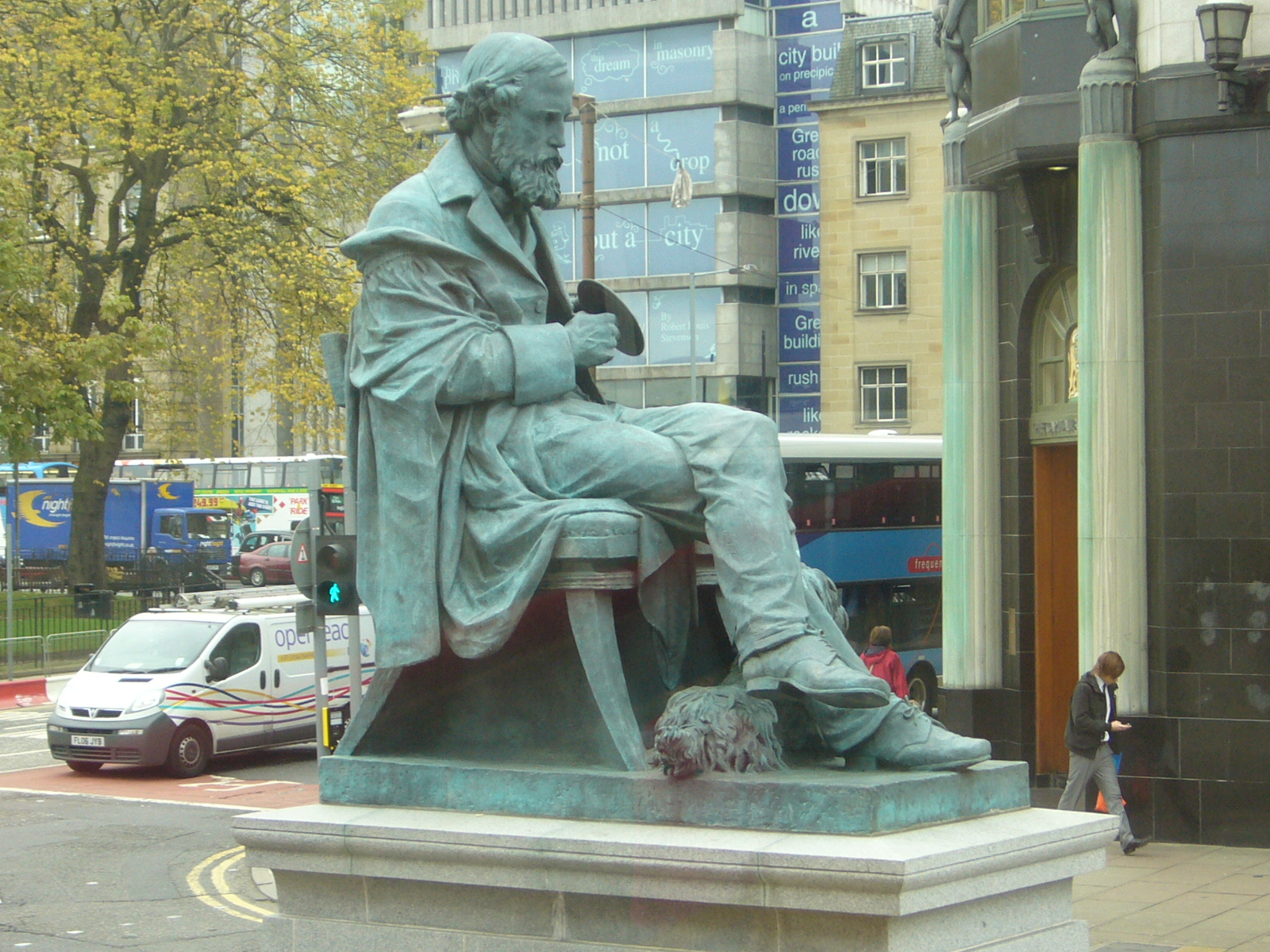
喬治街上的詹姆斯·克拉克·馬克士威像

乔治街（英語：George Street）是苏格兰首府爱丁堡市中心的一条主要街道，1767年作为詹姆斯·克雷格（James Craig）的新城规划的一部分而设计了这条街道。乔治街是以乔治三世的名字命名。

## 地理
乔治街位于爱丁堡市中心主干道王子街（Princes Street）以北, 是穿过该市心脏的主要道路之一。它西到夏洛特广场（Charlotte Square），东到圣安德鲁广场（St Andrew Square）。它与许多重要的南北向道路交汇，包括弗雷德里克街（Frederick Street）、汉诺威街（Hanover Street）和城堡街（Castle Street），这些街道均位于南到王子街，北到女王街（Queen Street）的詹姆斯·克雷格的新城的心脏地带。乔治街的海拔比王子街和女王街略高，这三条街道都是平行的。

## 功能
近年来，乔治街的职能发生了重大转变。这条街充当爱丁堡金融区的中心，设有银行，保险公司和投资公司大楼。但是由于租金增加，以及金融服务向城市西部边缘爱丁堡公园的大型办公楼以及紧邻市中心西部边缘的布朗菲尔德交易区集中，它作为爱丁堡主要金融区的作用大大降低。不过，標準人壽保留了位于乔治街与圣安德鲁广场交界处的办公楼。如今乔治街主要是一个商业区，沿街开设很多商店，精品店，咖啡馆和酒吧。但是许多沿街建筑物的上部仍为写字楼。

## 知名建筑
这条街拥有几座知名建筑，包括集会厅（Assembly Rooms，1787年），圣安得烈圣乔治教堂（St Andrew's and St George's Church，1784年），以及大卫·林德和大卫·布莱斯设计的过去的银行总部，是希腊式和罗曼式的混合建筑，现在设有圆顶屋酒吧和夜总会（1847年）。苏格兰长老会办事处位于乔治街121号。
北部灯塔局（Northern Lighthouse Board）的总部设在乔治街84号一座优雅的乔治式建筑中。从这个位置它远程控制着苏格兰海岸和马恩岛的400多个灯塔、浮标和其他航运目标。

## 夜生活
乔治街拥有许多高档酒吧和夜总会。